# Geografía de Papúa Nueva Guinea
Papúa Nueva Guinea es la mayor de las naciones insulares del océano Pacífico. Está formada por la mitad oriental de la isla de Nueva Guinea, las islas más occidentales del archipiélago de las islas Salomón, que incluyen la isla de Bougainville, y el archipiélago Bismarck, que incluye Nueva Irlanda, Nueva Bretaña, Nueva Holanda y unas 600 islas pequeñas dispersas en los mares de Bismarck y Salomón. Este conjunto se encuentra ubicado entre el sudeste de Asia y el oeste de Oceanía, en el límite occidental del océano Pacífico, entre el mar de Coral y el océano Pacífico, al este de Indonesia. 
La superficie total de Papúa Nueva Guinea es de 462 840 km², de los cuales, 452 860 km² son de tierra y 9980 km² son de agua. Su línea costera tiene 5152 km de longitud. Tiene una frontera terrestre, de 820 km de largo, que la separa de la mitad occidental de Nueva Guinea, la provincia de Papúa, perteneciente a Indonesia. Tiene además límites marítimos con Australia al sur y las Islas Salomón al sureste. 

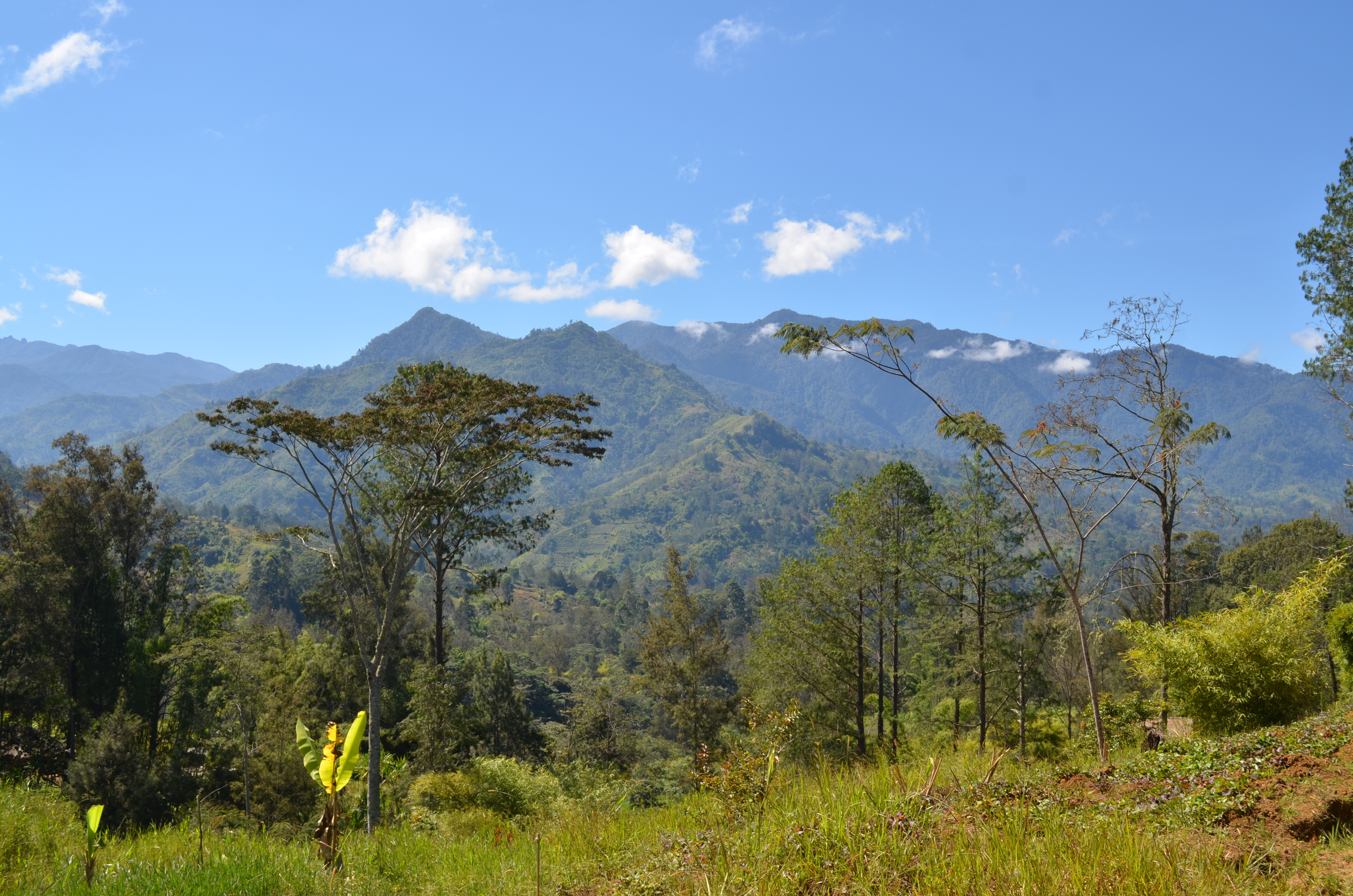
Cordillera Central de Nueva Guinea

## Relieve
Papúa Nueva Guinea es un país esencialmente montañoso, pero también insular. El relieve se debe principalmente al choque de la placa Australiana y la placa Pacífica, que ha dado lugar a numerosos volcanes. Debido a que la zona de contacto de las placas sigue una inclinación oeste/noroeste-este/sudeste, la mayor parte de cadenas montañosas siguen esa dirección. Asimismo, las altas precipitaciones han dado lugar a planicies sedimentarias en las zonas costeras, donde desembocan los numerosos ríos. La mayor planicie es conocida como Trans-Fly, en el sudoeste de la isla principal.

### La Cordillera Central
La isla principal, cubierta de selva jh tropical, está atravesada de oeste a este por la Cordillera Central, también conocida como Tierras Altas de Nueva Guinea, una cadena de sierras separadas por valles en los que viven distintas comunidades indígenas. Al norte, se encuentra la cordillera de Bismarck, que culmina en el monte Wilhelm (4.509 m) y la cordillera de Owen Stanley (4038 m), que se prolonga hacia el este. En la frontera occidental se encuentran las montañas Star (3.700 m), que se prolongan en la provincia de Papúa, de Indonesia. Hay, además, otras cadenas montañosas menores que corren de oeste a este, como los montes Saruwaged que dominan la península Huon, al norte de la ciudad de Lae, y culminan a 4.121 m. En las áreas más elevadas se producen nevadas, algo raro en los trópicos.

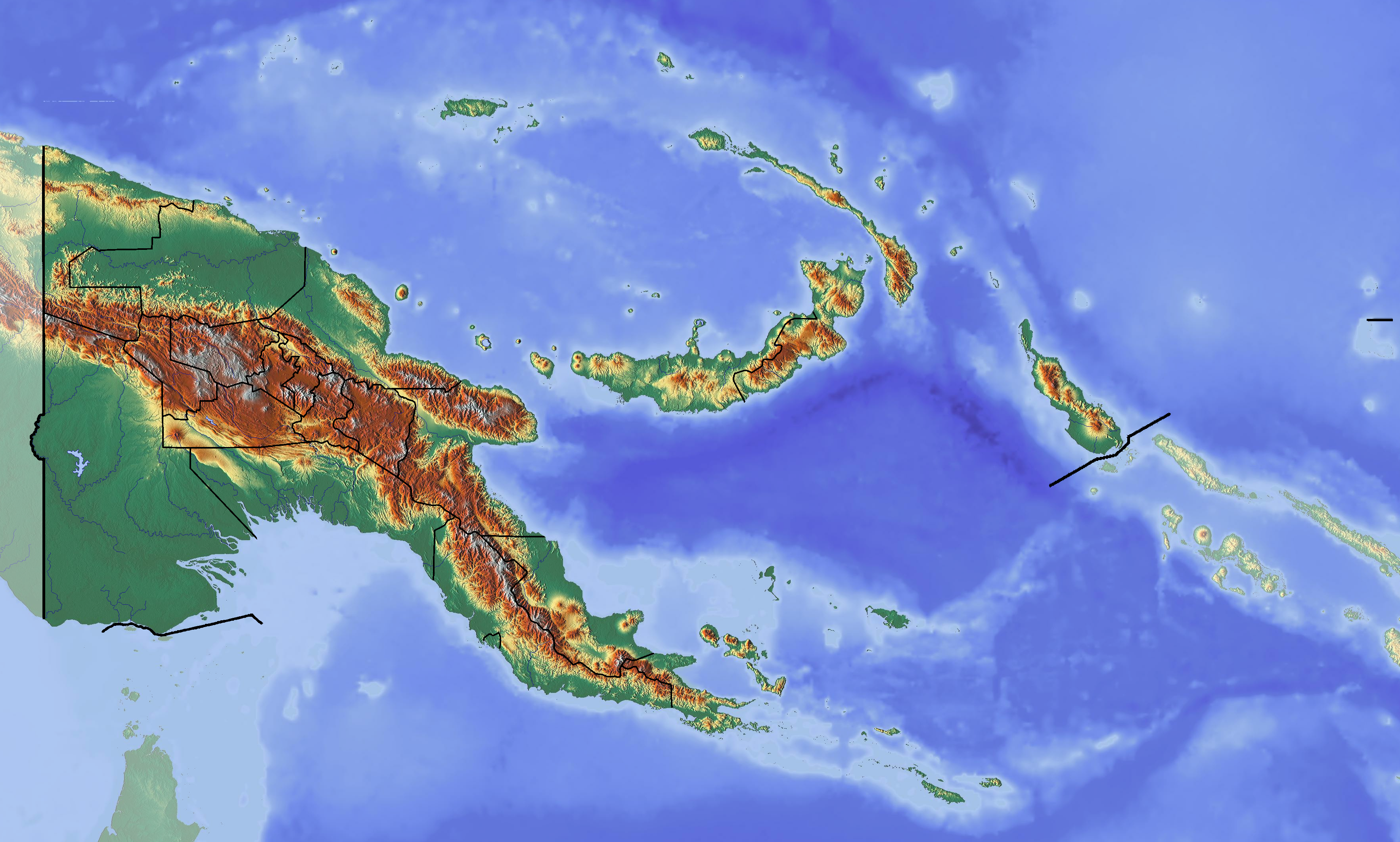
Mapa físico de Papúa Nueva Guinea.

Algunos valles, como el del río Wahgi (en la provincia de las Tierras Altas Occidentales), afluente del río Túa, que se convierte en el río Purari en su último tramo, están intensamente cultivados en las tierras altas, pero la mayor parte de las zonas montañosas poseen asentamientos tradicionales en comunidades tribales y están cubiertos de selvas. Las provincias de las tierras altas son las Tierras Altas Orientales, el área más poblada; Simbu, cuyo centro es el pequeño pueblo cafetero de Kundiawa, en el río Wahgi, cerca del monte Wilhelm; las Tierras Altas Occidentales; Enga, con capital en Wabag, en el río Lai, y sede de la mina de oro de Porgera (Porgera Gold Mine), entre 2200 y 2600 m de altitud, a 600 km al noroeste de Port Moresby, y las Tierras Altas del Sur, con centro en el pueblo de Mendi y donde vive el mayor grupo étnico del país, el pueblo huli, centrado en el pueblo de Tari. La Autopista de las Tierras Altas (Highlands Highway), la principal carretera del país, une muchos de estos pueblos.

### Cordillera de Owen Stanley

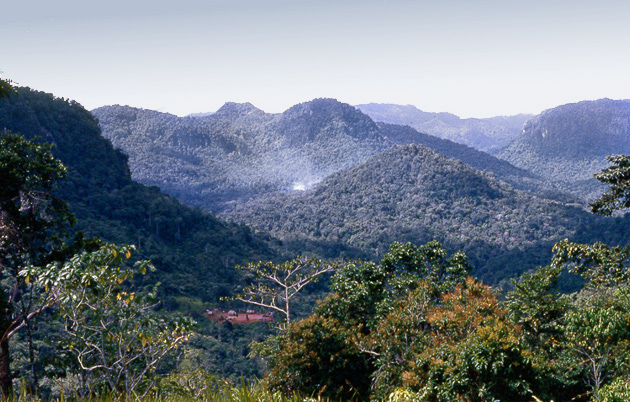
Cordillera de Owen Stanley vista desde la esquina de Ower's, por donde pasa el sendero de Kokoda.

Como una prolongación hacia el este de la Cordillera Central, cubre la parte más oriental de Nueva Guinea. Empieza en el monte Chapman (3376 m), al oeste, pasa por el monte Albert Edward (3990 m) y culmina en el monte Victoria, de 4072 m, al norte de la capital, Port Moresby. Forma parte de la ecorregión de la península del sudeste de Nueva Guinea, con una rica variedad de vegetación debida a los cambios de altitud, desde la sabana, en las zonas bajas, más secas, al bosque monzónico, con más de 4000 especies de plantas y unas 510 de aves entre ellas el ave del paraíso y una cuarentena de endémicas. El sendero de Kokoda atraviesa las montañas. El volcán Musa River, al norte, de 808 m de altitud, durmiente, da lugar a varias fuentes termales.

### Trans-Fly

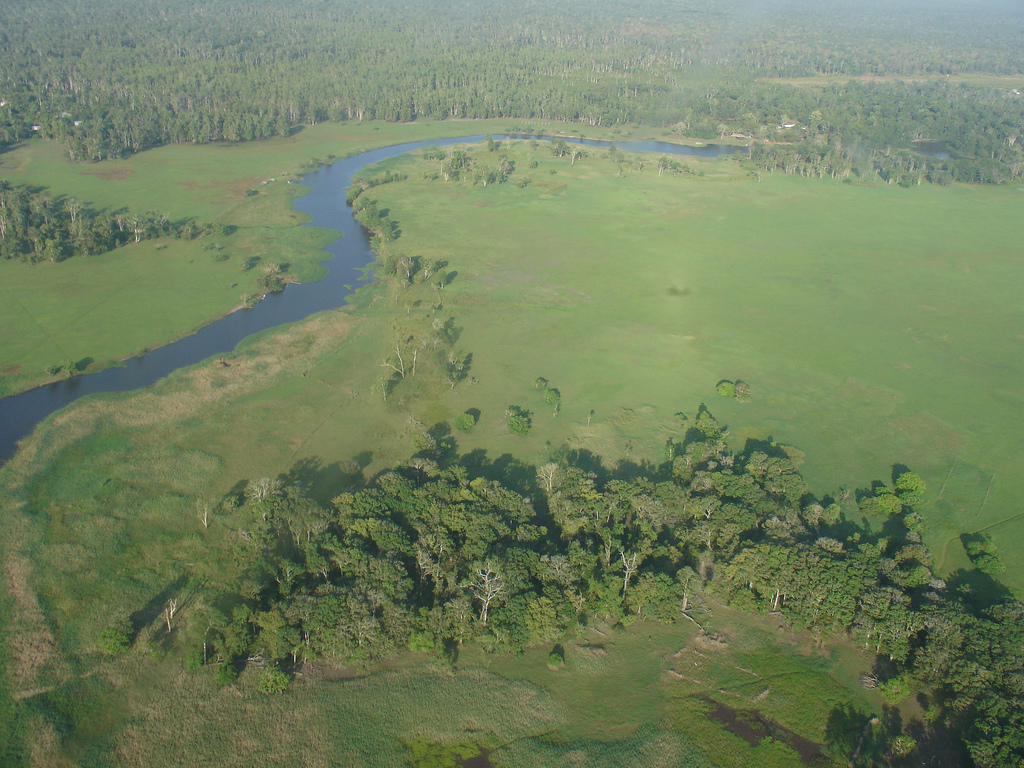
Trans Fly, cerca del aeródromo de Bensbach, en Papúa Nueva Guinea

Es el nombre de la ecorregión que forma la planicie del sudoeste de la isla de Nueva Guinea. Abarca las cuencas del río Digul, en Indonesia, y Fly, en Papúa Nueva Guinea. El clima es monzónico, las lluvias oscilan entre los 1800 y los 3000 mm, pero caen en un 75% entre diciembre y mayo, y tiene una estación seca entre junio y noviembre, dando lugar a un paisaje de sabana de Melaleuca y mezcla de selva monzónica y sabana en las zonas onduladas, mejor drenadas. Con una altitud máxima de 55 m, es un paisaje abierto que contrasta con las montañas del interior. En la zona de Papúa Nueva Guinea se distinguen cuatro regiones: la llanura costera, los llanos de inundación del río Fly y sus afluentes, la meseta de Oriomo, una llanura baja diseccionada con ligeras ondulaciones, y la intrincada meseta diseccionada del Fly-Digul. es una zona de importancia para las aves. En Papúa Nueva Guinea se encuentra la el Área de gestión de la naturaleza de Tonda.

### Isla de Bougainville

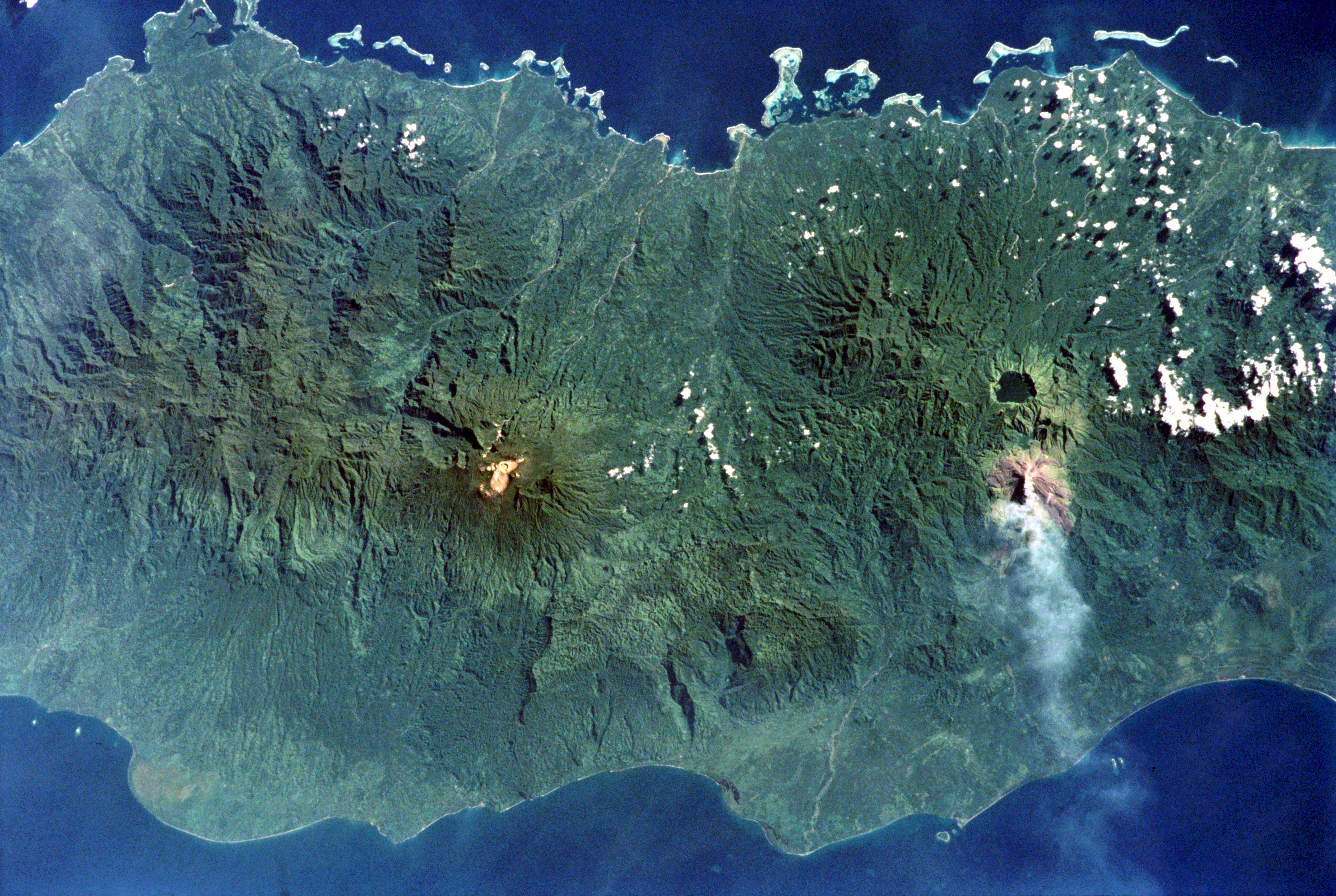
Monte Balbi en la isla de Bougainville, a la izquierda; a la derecha, el Bagana, activo.

La isla de Bougainville, de 9.318 km², es la isla principal de la Región autónoma de Bougainville. Está formada por la masa de tierra principal de la parte que fue protectorado alemán de las islas Salomón del Norte. Al oeste se encuentra la isla de Buka, de unos 500 km², también de Papúa Nueva Guinea, separada por un estrecho de apenas 500 m. En la región, que también incluye las islas Carteret, al este, viven unas 250.000 personas. Bougainville es una isla volcánica, que culmina en el monte Balbi, de 2715 m, un estratovolcán situado al norte de la isla, y posee un volcán activo, el Bagana (1750 m). Forma parte de la región ecológica del bosque lluvioso de las islas Salomón.

### Archipiélago Bismarck

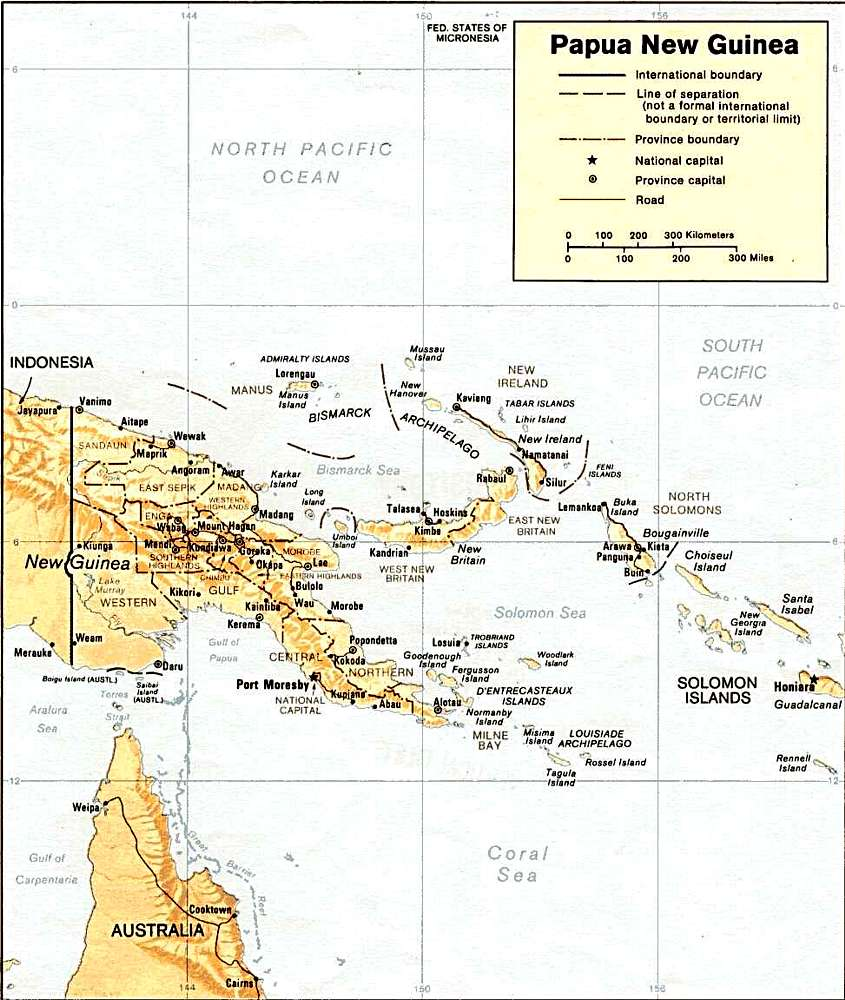
Papúa Nueva Guinea y las islas

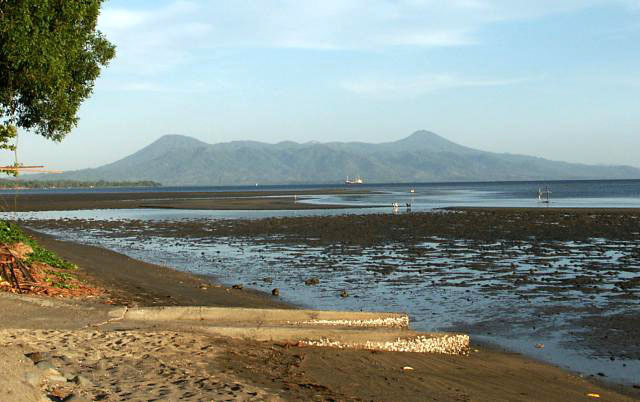
Grupo volcánico Garbuna, en la isla de Nueva Bretaña.

Papúa Nueva Guinea tiene unas 6000 islas, agrupadas en el archipiélago Bismarck. En total, suman unos 49.700 km². Las islas principales son Nueva Bretaña (35.144 km²), Nueva Irlanda (8650 km²), Manus (2100 km²) y Nueva Hanover (1186 km²).

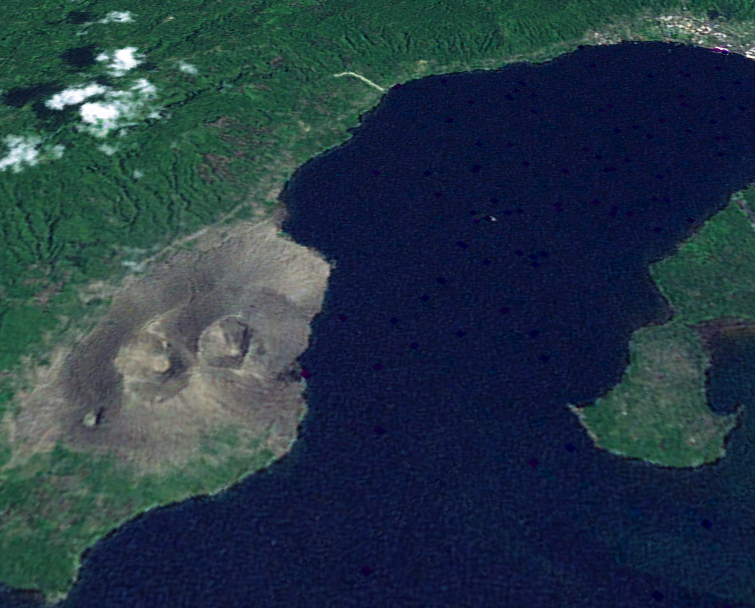
Caldera Rabault vista desde el espacio al norte de la isla de Nueva Bretaña

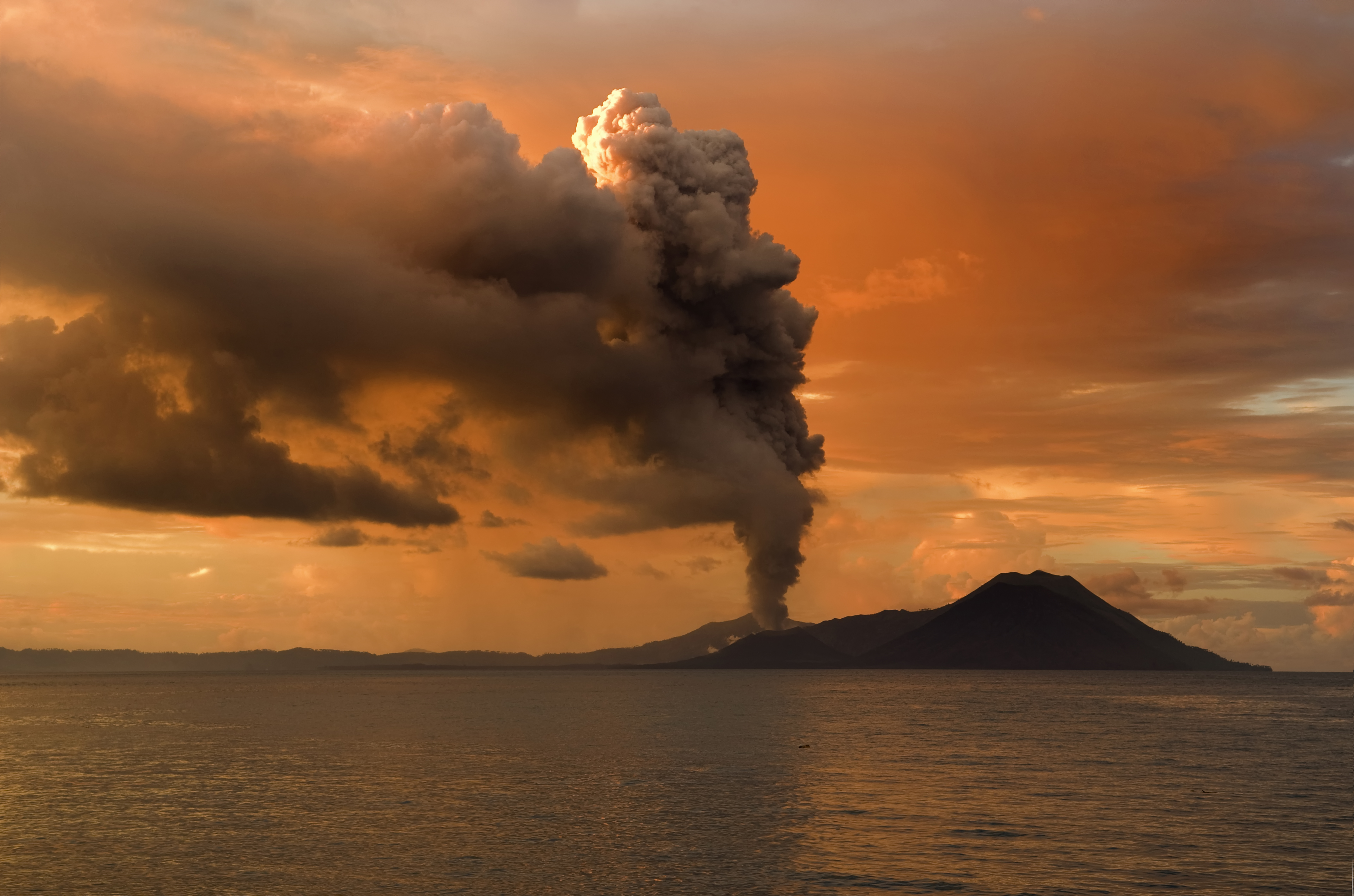
Erupción del Tavurvur en 1994

Nueva Bretaña tiene forma de luna creciente, una longitud de 520 km a lo largo de la costa sur, y de 29 a 146 km de anchura. El algunas zonas hay acantilados, en otras llanuras costeras y arrecifes de coral. El punto más alto es el monte Sinewit (2438 m) en los montes Baining, al este. La isla está cubierta de selva tropical y posee ríos caudalosos debido a que su clima mes muy húmedo. Por otro, lado, la isla se formó por procesos volcánicos y posee numerosos volcanes activos, entre ellos, de sur a norte, el Ulawun (2334 m), el Langila (1330 m), el Grupo Garbuna (564 m), la sierra de Sulu (610 m), y los volcanes Tavurvur (688 m) y Vulcan, que forman la caldera Rabaul. Una erupción del Tavurvur en 1994 destruyó la ciudad de Rabaul, y la capital tuvo que desplazarse a la cercana Kokopo. La deforestación para plantar palma de aceite es muy intensa.

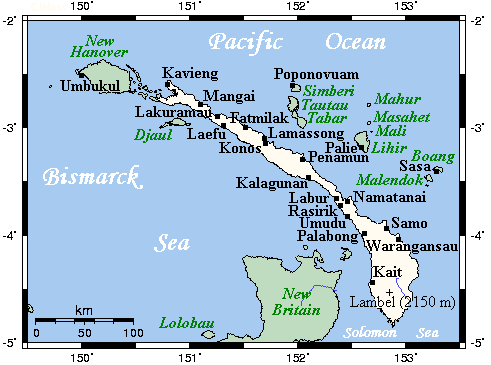
Nueva Irlanda

Nueva Irlanda tiene forma de mosquetón mirando a la izquierda, larga, estrecha y montañosa, con una superficie de 8.650 km², una longitud de 360 km y una anchura de 10-40 km. Está recorrida por una cadena montañosa que la hace muy agreste. Culmina en el monte Taron (2379 m), en la sierra de Hans Meyer. En la parte meridional se encuentran los montes Verron, que culminan a 2150 m.
La isla de Nueva Hanover, al oeste de Nueva Irlanda, tiene forma circular y 1200 km². Culmina a 960 m.
Las islas de Manus o islas del Almirantazgo, aún más al oeste, son un grupo de 18 islas que forman la provincia de Manus y suman 2100 km². La mayor es la isla Manus propiamente dicha, que tiene 1940 km² y culmina a 716 m. Estas islas boscosas tienen una fauna y flora endémicas. La tala de los bosques naturales para obtener madera o para la agricultura, pone en riesgo la preservación de las especies características de estas islas.

## Hidrografía

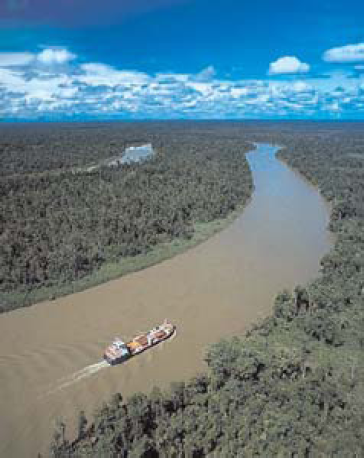
Río Fly, en Papúa Nueva Guinea

Los ríos más importantes de la isla grande son, en la costa norte, el río Sepik (1126 km de longitud) que cruza a través de bajas planicies pantanosas, el río Ramu (640 km) el río Markham (180 km), que rodea la península de Huon, el río Mambare (220 km) y el río Musa, y, en la costa sur, el río Fly (1050 km de longitud), que fluye a través de uno de los pantanos más extensos del mundo, el río Wawoi, que desemboca en el río Bamu, el río Kikori (320 km) y el río Purari (470 km).
El río Fly, de 1050 km de longitud, es el más largo de Oceanía, y el más largo del mundo sin un solo embalse en su recorrido. Nace en los montes Victor Emanuel, un espolón de los montes Star y atraviesa las tierras bajas del sudoeste hasta desembocar en el golfo de Papúa, en un gran delta de más de 50 km de anchura en sus inicios, que se va estrechando en torno a las varias islas que forma en su desembocadura, entre ellas la isla de Kiwai, la isla de Purutu y otras más pequeñas.
En el sudoeste, el río Bensbach atraviesa la región conocida como Trans-Fly, una superficie llana de sabana que se extiende también por Indonesia. El estuario del río forma la frontera meridional entre ambos países e incluye el Área de Gestión de la Naturaleza de Tonda. En la región se hablan lenguas tonda. Justo al este de este río, se encuentra el río Morehead, que desemboca al sur de Moorehead. En esta zona se hablan lenguas yam y pahoturi.

## Actividad volcánica y fenómenos asociados

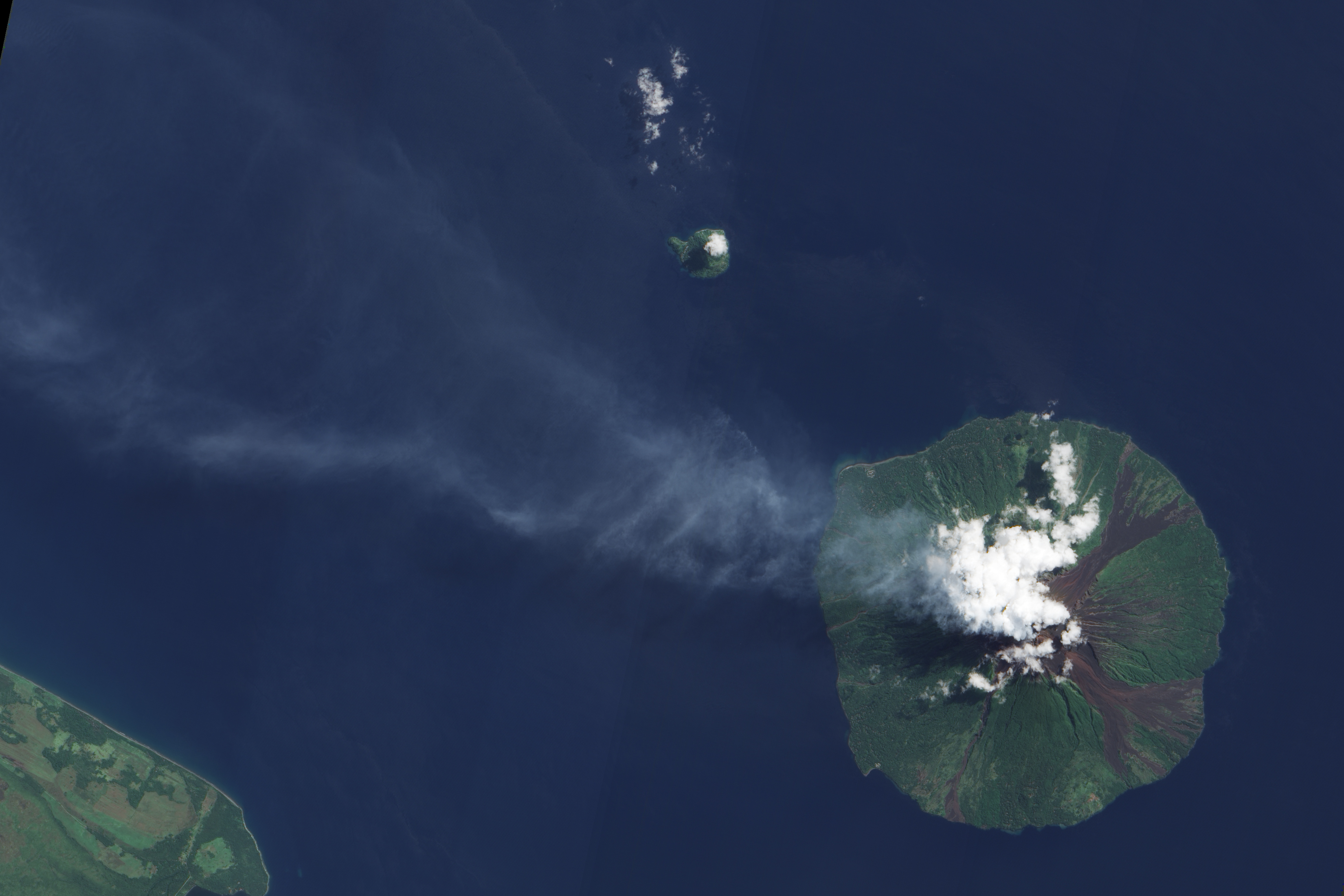
Volcán de Manam (manam Motu en la isla del mismo nombre, frente a la costa nordeste de Nueva Guinea.

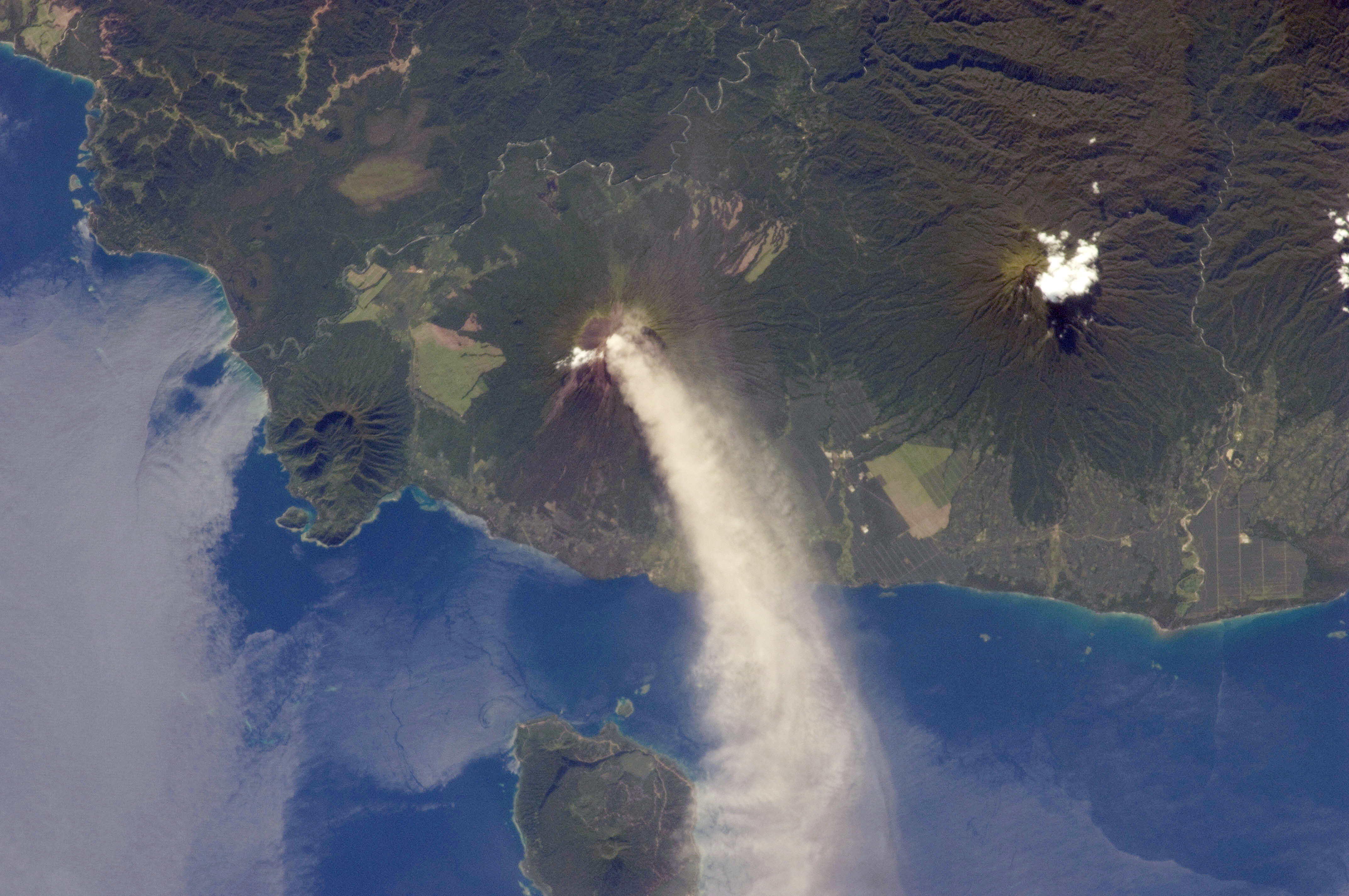
Volcán Ulawun ('el padre'), activo frente a la isla de Lolobau, y junto al volcán Bamus, ('el hijo', en lengua local)

Papúa Nueva Guinea está situada en el denominado Cinturón de Fuego del Pacífico, por lo que presenta numerosos volcanes, muchos de los cuales permanecen activos. Las erupciones volcánicas no son raras por lo que la región es propensa a los terremotos y tsunamis por esa causa. Las perturbaciones volcánicas pueden provocar fuertes terremotos que a su vez generan tsunamis. Papúa Nueva Guinea también es propensa a corrimientos de tierra, frecuentemente causados por la deforestación de los principales bosques tropicales. Las regiones montañosas de Papúa Nueva Guinea son las más afectadas por dichos corrimientos de tierra que causan importantes daños.
En Papúa Nueva Guinea hay 94 volcanes, entre ellos los más activos del Pacífico Sur Occidental, entre ellos, Manam (1807 m), Karkar (1839 m), Lamington (1680 m), Langila (1330 m), Ulawun (2334 m), Rabaul (688 m) y Bagana (1750 m). Se encuentran en dos arcos volcánicos principales, el arco del archipiélago Bismarck, oeste/noroeste-este/sudeste, en el norte de Nueva Guinea y desde la isla de Nueva Bretaña hasta la isla de Bougainville,  y un segundo arco en la península del sudeste de Nueva Guinea, debido a la subducción hacia el norte del mar de Coral.
En la parte de la isla de Nueva Guinea hay 28 volcanes; al nordeste de esta isla, en el mar, hay 18 volcanes; en la isla de Nueva Bretaña hay 27 volcanes; en la provincia de Nueva Irlanda hay 4 volcanes; en las islas del Almirantazgo hay 3 volcanes; en las islas de Entrecasteaux hay 5 volcanes, y en la Región autónoma de Bougainville hay 9 volcanes.

## Clima

Mapa Köppen de climas de Papúa Nueva Guinea. En azul más oscuro, clima ecuatorial; en azul medio, clima monzónico, y en azul más claro, clima tropical de sabana.

El clima en Papúa Nueva Guinea es cálido y húmedo todo el año en la costa y en las llanuras, y se vuelve progresivamente más fresco con la altitud. En gran parte del país, no hay estación seca y el clima es ecuatorial, con lluvias que oscilan entre los 2000 y los 4000 mm, mientras que en algunos valles aislados y en la costa sur hay un periodo seco entre julio y septiembre de clima tropical, con lluvias entre 1000 y 1500 mm. La circulación monzónica del noroeste prevalece entre diciembre y abril, y el monzón del sudeste de mayo a octubre. En las vertientes más expuestas pueden caer entre 7000 y 8000 mm. En la costa, las temperaturas son altas y estables todo el año en el norte, en torno a 30.oC por el día, mientras en el sur refresca ligeramente en la época seca invernal.
En Madang, en la costa nordeste, la media de precipitación anual es de 2500 mm, con 170 días de lluvia al año, con un periodo menos lluvioso entre junio y octubre aunque, en agosto, el mes más seco, caen 120 mm. Las temperaturas se mantienen todo el año entre 23 y 30.oC.
En Port Moresby, en el sur, el área más seca, caen poco más de 1000 mm, y entre junio y noviembre las lluvias son realmente escasas, con menos de 20 mm en agosto. Las temperaturas oscilan todo el año entre 23-30.oC en época de lluvias y 21-30.oC en agosto. Los vientos del noroeste, frecuentes en la costa norte y el archipiélago de Bismarck solo afectan a Port Moresby tres o cuatro meses, de diciembre a marzo.
En Kavieng, en la isla y provincia de Nueva Irlanda, caen 3100 mm al año, y solo baja de 200 mm entre mayo y septiembre, la temperatura media anual es de 26,8.oC y oscila todo el año entre 23 y 30.oC. En la zona más elevada de la isla de Nueva Bretaña, la más grande, a 2440 m de altitud, cubierta de selva, caen hasta 7600 mm.
En el interior de Nueva Guinea, atravesado por las cordilleras de Victor Emanuel y Bismarck, que culmina a 4500 m, las temperaturas descienden y las lluvias aumentan según la altitud y la orientación. En Goroka, en ls tierras altas al este de la sierra de Bismarck, a 1600 m, caen unos 1800 mm, con menos de 100 mm entre julio y agosto y un máximo de 250 mm en febrero. Las temperaturas oscilan entre 15 y 28.oC, con pocas variaciones anuales. Pero la media en las tierras altas suele ser más elevada, entre 2000 y 4000 mm. En Ningerum, al sur de la Cordillera Central, caen 6323 mm y el mes más seco, noviembre, caen 320 mm; las temperaturas oscilan todo el año entre 23 y 32.oC.
La mitad sur del país se ve afectada por los ciclones tropicales, entre noviembre y mediados de mayo. Port Moresby recibe seis al año de media. Con el cambio climático, las condiciones se complican. El Niño, más frecuente, produce menos lluvias y más fresco en el sur, la Niña, lo contrario, lluvias intensas y más calor en el sur. El nivel del mar sube 7 mm por año desde 1993.

## Biodiversidad

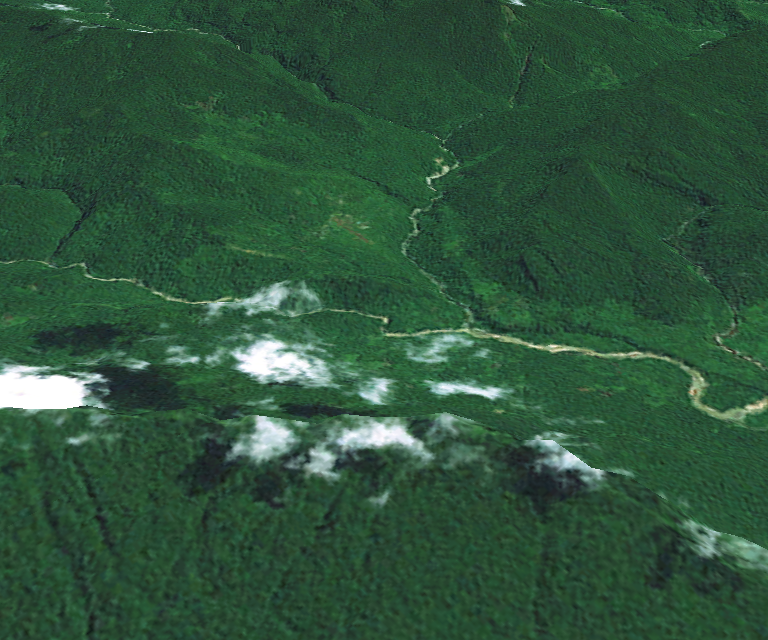
Paisaje típico de Papúa Nueva Guinea

Papúa Nueva Guinea es parte de la ecozona de la Australasia, que también incluye a Australia, Nueva Zelanda, Indonesia oriental y varias islas del Pacífico, incluyendo las Islas Salomón y Vanuatu.
Geológicamente, la isla del Nueva Guinea es una extensión del norte de la placa Indoaustraliana, que conforman parte de un solo continente, Australia-Nueva Guinea (también llamado Sahul o Meganesia). Está conectado con el segmento australiano por una plataforma continental poco profunda a través del estrecho de Torres, que en edades anteriores estuvo expuesto como un puente de tierra, especialmente durante las edades de hielo, cuando los niveles del mar eran más bajos que en la actualidad.
En consecuencia, muchas especies de aves y mamíferos que se encuentran en Nueva Guinea tienen vínculos genéticos con las especies correspondientes que se encuentran en Australia. Una característica notable es común a ambos continentes: la existencia de varias especies de mamíferos marsupiales, entre ellos algunos canguros que no se encuentran en otros lugares.
Muchas de las otras islas dentro del territorio de Papúa Nueva Guinea, entre ellas Nueva Bretaña, Nueva Irlanda, Bougainville, las islas del Almirantazgo, las islas Trobriand y el Archipiélago de las Lusíadas, nunca estuvieron unidas a Nueva Guinea por puentes de tierra, y carecen de muchos de los mamíferos terrestres y aves que son comunes a Nueva Guinea y Australia.
Australia y Nueva Guinea son porciones del antiguo supercontinente de Gondwana que comenzó a romperse en continentes menores en la era del Cretácico entre 130 millones a 65 millones de años atrás. Australia finalmente se separó de la Antártica hace cerca de 45 millones de años. Todas las tierras de la Australasia albergan la flora de la Antártica, flora del sur de Gondwana, incluyendo coníferas, tales como la Araucaria. Estas familias de plantas están aún presentes en Papúa Nueva Guinea.
A medida que la placa Indo-Australiana (que incluye tierra de la India, Australia y un sector del océano Índico) deriva hacia el norte, colide con la placa Euroasiática, y de la colisión de ambas placas surgen el Himalaya, las islas de Indonesia y la Cordillera Central de Nueva Guinea. La Cordillera Central es mucho más joven y más alta que las montañas de Australia, tan alta que alberga raros glaciares ecuatoriales. Nueva Guinea es parte del trópico húmedo y posee una gran variedad de selva trópical Indomalaya llegada a través de los estrechos desde Asia, mezclada con la antigua flora australiana y de la Antártida.

### Aspectos ambientales
Los bosques pluviales sufren de deforestación como consecuencia de una creciente demanda comercial por las maderas tropicales; la tala de bosques, especialmente en las áreas costeras, para plantaciones; la polución producida por proyectos mineros. Si la tendencia continúa, más de la mitad de los bosques que existían Papúa Nueva Guinea habrán desaparecido hacia el 2021.

#### Acuerdos internacionales medioambientales
- Tratado Antártico, Biodiversidad, Cambio Climático, Especies Amenazadas, Modificación Ambiental, Desechos Peligrosos, Derecho del Mar, Vertidos Marinos, Prohibición de Pruebas Nucleares, Protección de la Capa de Ozono, Polución de Embarcaciones, Maderas Tropicales 83, Maderas Tropicales 94, Humedales

#### firmado pero no ratificado
- Protocolo de Protección Ambiental Antártico

#### firmado y ratificado
- Cambio climático - Protocolo de Kioto

## Uso de la tierra y riesgos
Papúa Nueva Guinea tiene numerosos recursos naturales: (oro, cobre, plata, gas natural, madera, petróleo, pesca) y peligros naturales de vulcanismo —ya que se encuentra situado dentro del Cinturón de fuego del Pacífico— y frecuentes sismos y maremotos. El país tiene problemas medioambientales, ya que su bosque lluvioso está en proceso de deforestación como resultado del aumento de la demanda comercial de madera. También padece la contaminación de los proyectos mineros.
Recursos naturales:
oro, cobre, plata, gas natural, madera, petróleo, pesca
Uso de la tierra:
- tierra arable: 0.49 %
- cultivos permanentes: 1.4 %
- otros (bosques, pantanos, etc.): 98.11 % (est. 2005)

## Puntos extremos
- punto más septentrional: isla Suf (o Isla Mussau (1°23′ S))
- punto más septentrional (continental): provincia Sandaun
- punto más meridional: Vanatinai (o Isla Hemenahei (11°29′ S))
- punto más meridional (continental): cerca de Suau, distrito Samarai-Murua
- punto más occidental: frontera con Indonesia, provincia Occidental (Mabudawan (140°54′ E))
- punto más oriental: islas Nukumanu, North Solomons (o  Olava, Bougainville (155°57′ E)).
- punto más oriental (continental): Milne Bay

Los puntos extremos por su elevación son:
- punto más elevado: monte Wilhelm, con aproximadamente 4509  m;
- punto más bajo: nivel del mar, en las costas del océano Pacífico.

Derechos marítimos reclamados:
medidos a partir de líneas de base archipelágicas reclamadas

plataforma continental:
200 m de profundidad o profundidad de explotación

zona exclusiva de pesca:
200 millas náuticas (370 km)

mar territorial:
12 millas náuticas (22 km)

## Geografía humana

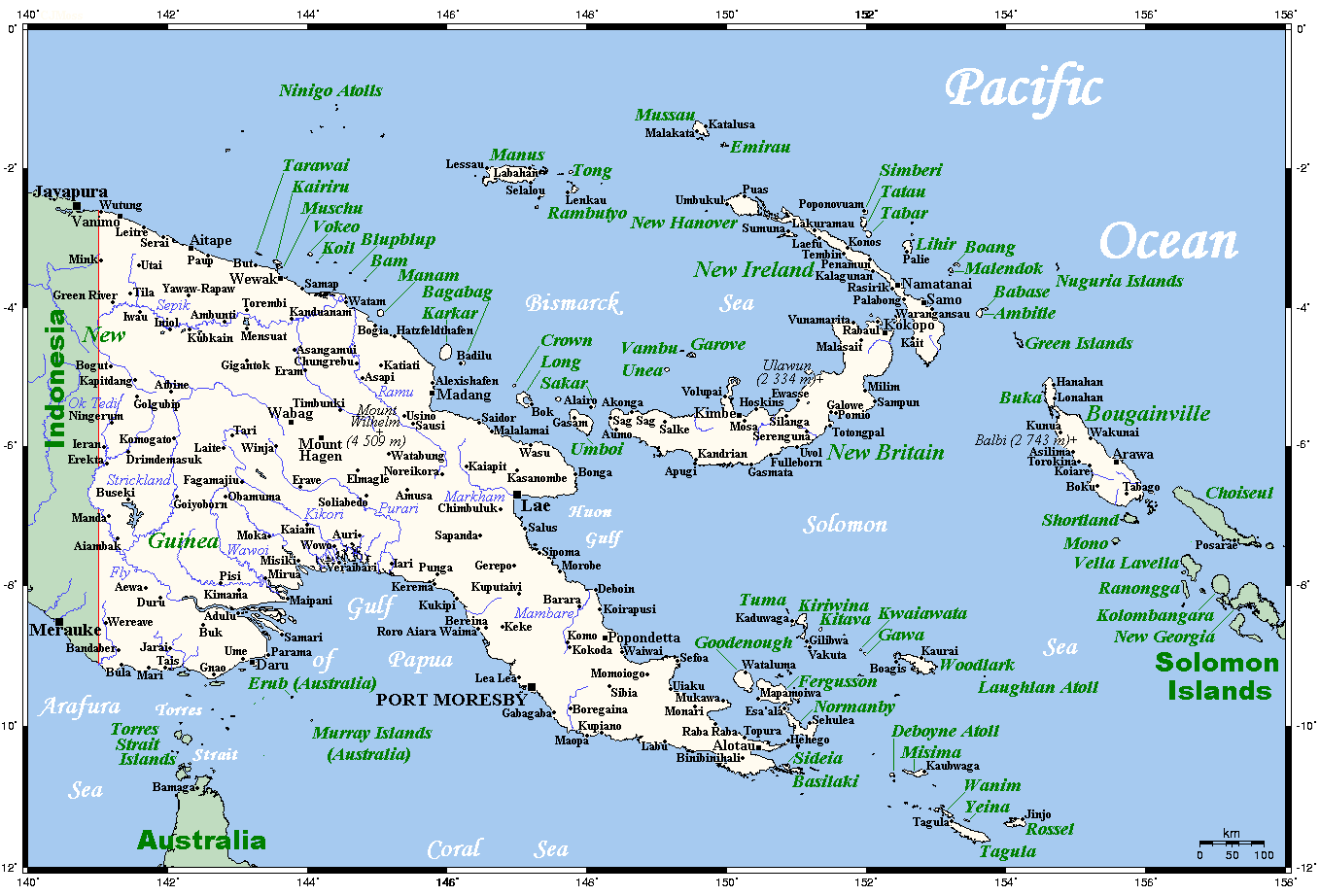
Principales ciudades, poblaciones menores seleccionadas, ríos y puntos elevados de Papúa Nueva Guinea

Según diversas fuentes, en Papúa Nueva Guinea la población oscila, en 2020, entre 7,26 millones de habitantes y 8.900.000 habitantes, con una densidad de 19,33 hab/km². El porcentaje de población que vive en torno a las ciudades es del 13%. La capital es Port Moresby, con 310.000 hab. La ciudad de Lae tiene 100.000 hab., en el corredor que une el río Markham con las tierras altas del interior. En el país se hablan 848 lenguas diferentes, muchas de las cuales tienen menos de mil hablantes. Hay cientos de grupos étnicos, aunque la mayoría son del grupo de lenguas papúes, seguidos de los pueblos austronesios.

Algunas de las lenguas habladas en Nueva Guinea, en Morehead y en el alto Maro.

Los idiomas oficiales son el tok pisin, el inglés y el hiri motu. La religión principal en las ciudades es la protestante, practicada por el 64,3% de habitantes (18,4% de evangelistas luteranos, 13% de adventistas del séptimo día, 10,4% de pentecostales y otras ramas del cristianismo), seguida del 26% de católicos. Fuera de las ciudades, el 52% son católicos.
La edad media es de 24 años en 2020, con el 32% de la población entre 0 y 14 años, el 20% entre 15 y 24 años, el 37,7% entre 25 y 54 años, el 5,83% entre 55 y 64 años, y el 4,64% con más de 65 años. La tasa de crecimiento es del 1,6%, con 22,5 nacimientos y 6,7 muertes por 1000 habitantes en 2020. La mortalidad en 2017 era de 33,2 muertes por cada 1000 nacimientos. La esperanza de vida es de 65,6 años para los varones y 70 años para las mujeres. La tasa de fertilidad es de 2,84 hijos por mujer.

## Áreas protegidas

Papúa Nueva Guinea

Según la IUCN, en Papúa Nueva Guinea hay 57 áreas protegidas que ocupan 17.248 km², el 3,69% del país, y 3.344 km² de áreas marinas, el 0,14% de los 2,407.382 km² que le pertenecen. De estas, 4 son parques nacionales, 2 son áreas protegidas, 3 son santuarios de la naturaleza,1 es una reserva natural, 1 es una reserva a secas, 2 son áreas de conservación, 33 son áreas de gestión natural, 1 es un parque provincial, 6 son áreas marinas gestionadas localmente, 1 es un área marina y 1 es una reserva nacional y parque nacional. Se añaden 2 sitios Ramsar.

#### Parques nacionales
- Parque nacional de Jimi Valley, 41,8 km²
- Parque nacional del monte Wilhelm, 8,17 km²
- Parque nacional Mc Adams, 20,81 km²
- Parque nacional de Variarata, 10,63 km²

#### Sitios Ramsar
- Lago Kutubu
- Área de gestión de la naturaleza de Tonda